# AMR
Az AMR (Average Minute Rating) egy nézettségméréssel kapcsolatos (egyik leggyakrabban használt) fogalom, mutatószám.
Az AMR-t abszolút és százalékos formában is használják:
Abszolút formában AMR(abs):
- Az AMR(abs) jelentése: Egy műsor vagy idősáv közönségének egy percre jutó átlagos száma.
- Az AMR(abs) számítása: A program vagy idősáv nézésére fordított idő / az esemény hossza (perc)

Százalékos formában AMR%:
- Az AMR% jelentése: Egy műsor vagy idősáv közönségének egy percre jutó átlagos számának százalékos aránya a populáción belül.
- Az AMR% számítása: AMR / Universe (populáció)

Pl.: AMR=25% jelentése: a műsor egy átlagos percét a célcsoport 1/4-e látta. Átlagosan ennyi nézője volt a műsornak egy-egy percben. Az AMR tehát a nézettség percenként mért értékeinek átlaga.
A nézettségmérésben használatos további mutatószámok:
SHR (Share), TVR (Total TV rating), RCH(Reach), ATS (Average Time Spent), ATV (Average Time Viewing), ADH (Adhesion), AFF (Affinity), ESH (Emission Share), RSH (Reception Share), ALFA (Alfa Index), BETA (Beta Index), EST (Emission Share of Typology)